# Corydalis chrysosphaera
Corydalis chrysosphaera là một loài thực vật có hoa trong họ Anh túc. Loài này được Marquand & Airy Shaw mô tả khoa học đầu tiên năm 192c.